# Казанешти (Васлуј)
Казанешти (рум. Căzănești) насеље је у Румунији у округу Васлуј у општини Негрешти. Oпштина се налази на надморској висини од 178 m.

## Становништво
Према подацима из 2002. године у насељу је живело 458 становника, од којих су сви румунске националности.